# Geneva (Georgia)
Geneva  – miasto w Stanach Zjednoczonych, w stanie Georgia, w hrabstwie Talbot.